# Hylodesmum densum
Hylodesmum densum är en ärtväxtart som först beskrevs av Chieh Chen och X.J.Cui, och fick sitt nu gällande namn av Hiroyoshi Ohashi och Robert Reid Mill. Hylodesmum densum ingår i släktet Hylodesmum och familjen ärtväxter. Inga underarter finns listade i Catalogue of Life.